# Andreea Esca
Pour les articles homonymes, voir  Esca.
Andreea Esca (actuellement Andreea Ioana Esca Eram), née le 29 août 1972 à Bucarest, est une journaliste roumaine qui travaille comme productrice et présentatrice du journal télévisé de 19 h Stirile Pro TV et de l'émission La Radio sur Europa FM (ro). Elle est propriétaire du site andreeaesca.com.
Le 18 septembre 2018, lors d'une cérémonie qui a lieu à l'Ambassade de France en Roumanie, Andreea Esca reçoit la distinction de Chevalier dans l'Ordre National du Mérite, pour la promotion des valeurs francophones. À cette occasion, Michèle Ramis, Ambassadrice de France en Roumanie, déclare : « Journaliste de premier plan et figure majeure de la scène médiatique roumaine, une des personnalités publiques roumaines les plus populaires et les plus aimées du pays, Andreea Esca a toujours su promouvoir l’esprit français avec humour et élégance »,. 

## Biographie
Andreea Esca est née le 29 août 1972 à Bucarest dans la famille de Dumitru et Lucia Esca. Elle est diplômée de l'École Supérieure de Journalisme (ro) de Bucarest et formée au Centre pour le Journalisme Indépendant (Prague) et CNN Atlanta (États-Unis).

### Carrière
Elle compte 20 années d'exercice, et est la plus ancienne présentatrice d’actualités de Roumanie. Elle commence sa carrière le 1er décembre 1995, en tant que présentatrice du journal Stirile Pro TV pour la chaîne de télévision Pro TV, par un message resté célèbre : « Bonsoir Roumanie, bonsoir Bucarest, Pro TV vous souhaite la bienvenue ».
Andreea Esca fait ses débuts dans le milieu de la télévision en janvier 1992. Elle se présente sur les conseils d'une amie à un entretien pour le poste de présentatrice d'actualités de la SOTI, première chaîne de télévision indépendante de Roumanie et de l'Europe de l'Est. Bien qu’elle n’ait aucune expérience professionnelle préalable, Andreea Esca réussit l’interview. Dès le lendemain, elle est choisie pour présenter l’actualité.
À partir de ce moment, Andreea Esca commence sa formation professionnelle dans le domaine du journalisme.
Au cours d'un stage effectué chez CNN, elle découvre pour la première fois le souffleur, apprend le fonctionnement d'une salle de presse et se familiarise avec la technologie utilisée pour créer et présenter un programme d'actualités. À la fin de ce stage et bien qu'elle aurait pu continuer à travailler pour CNN, elle rentre en Roumanie, affirmant ne pas pouvoir rester loin de son pays et de sa famille. Après son retour en Roumanie, Andreea Esca accepte l’offre de Pro TV et devient rédactrice en chef et présentatrice.
Andreea Esca fait partie de l'équipe de reporters CNN World Report, ce qui l'amène à réaliser des émissions en direct depuis Paris, Madrid, Helsinki, Varsovie et les États-Unis.

## Autres activités
En 2003, Andreea Esca est nommée « Femme de l’année » par le magazine roumain Avantaje (ro). Elle reçoit 3 fois les Prix TV Mania pour la catégorie « Meilleur présentateur d'actualités » en 2001, 2002 et 2003.
Tout au long de sa carrière, elle participe à de nombreuses campagnes caritatives en tant que membre de la Fundația Renașterea.
Andreea Esca dirige le magazine The ONE pendant 10 ans, avant qu'il soit racheté par un développeur immobilier.

## Vie privée
Elle est mariée à Alexandre Eram avec qui elle a deux enfants : Alexia et Aris. Son mari est né aux États-Unis, sa mère étant française et son père arménien, de profession architecte,,.

## Publications
- Bonsoir Roumanie, bonsoir Bucarest, Maison d'édition PRO, 2002.
- Ce que j'ai fait quand j'étais silencieuse, Éditions Humanitas, 2014 (autobiographie)[10].

### Articles
- Lumea Romaneasca, Formula AS - année 2003, numéro 556[11].
- Andreea Esca, S-a creat o legendă despre salariul meu, 7 octobre 2010, Sînziana Boaru, Adevărul[12]

## Prix
Au cours de sa carrière, Andreea Esca a remporté de nombreux prix, notamment :
- Le prix du meilleur présentateur de journal télévisé (2001, 2002, 2003), TV Mania.
- Le prix Femme de l'année 2003 organisé par le magazine Avantaje (2003).
- Le prix du Conseil National de l'Audiovisuel (2002).
- La personne la plus aimée de la télé (2003).
- Le prix d'excellence de TV Mania (2008).
- 47e femme la plus influente de Roumanie[13], Top Forbes Roumanie (2016).
- Chevalier dans l’Ordre National du Mérite (2018).